# 23, Male, Single
23, Male, Single è un EP del cantante sudcoreano Jang Woo-young, pubblicato nel 2012 dall'etichetta discografica JYP Entertainment.

## Il disco
Delle tracce, due vedono la partecipazione di altri membri dei 2PM: DJ Got Me Goin' Crazy è composta e scritta da Jun. K, che presta anche la voce, mentre Be With You è composta e scritta da Lee Jun-ho.
La prima esibizione da solista avvenne alla cerimonia di premiazione dei Mnet 20's Choice Awards il 28 giugno con 2Nite e la traccia principale Sexy Lady. L'8 luglio 2012 fu pubblicato l'EP insieme al video musicale di Sexy Lady, e il giorno seguente si tenne la prima esibizione di Sexy Lady allo showcase organizzato per i fan. Successivamente, furono condivise alcune riprese del dietro le quinte della realizzazione del videoclip di Sexy Lady, e della registrazione di Be With You e DJ Got Me Goin' Crazy. La promozione vera e propria dell'EP si tenne dal 12 luglio al 5 agosto partecipando ai programmi musicali M! Countdown, Music Bank, Music Core e Inkigayo. Dell'extended play sono uscite due edizioni, quella oro e quella argento.
Nella prima settimana, l'EP arrivò al secondo posto nella classifica degli album più venduti a livello nazionale; raggiunse la stessa posizione anche nella classifica delle vendite di luglio, con 47.956 copie, mentre il 23 luglio conquistò la prima posizione nella classifica settimanale Hanteo. Nel 2012, 23, Male, Single rappresentò il 36% degli introiti della casa discografica, vendendo in totale 68.462 copie e classificandosi al ventiquattresimo posto tra gli album più venduti dell'anno.

## Tracce
1. 2Nite – 3:16 (DEEZ)
2. Sexy Lady – 3:50 (Park Jin-young)
3. DJ Got Me Goin' Crazy (feat. Jun. K) – 3:47 (Jun. K, Super Changddai)
4. Be With You – 3:43 (testo: Lee Jun-ho – musica: Lee Jun-ho, Hong Ji-sang)
5. Falling Down – 3:40 (Hong Ji-sang, Lee Woo-min "Collapsedone")
6. Letting You Go (시작도 없던 것처럼, Sijagdo eobsdeon geoscheoleom) – 3:16 (Hong Ji-sang, Lee Woo-min "Collapsedone")
7. Only Girl – 3:17 (testo: Kim Eun-soo – musica: Park Ji-ho)